# Jan Szuyski (zm. 1643)
Jan Szuyski herbu Pogoń Ruska (zm. w 1643 roku) – chorąży brzeskolitewski w latach 1631–1643.
Był elektorem Władysława IV Wazy z województwa brzeskolitewskiego w 1632 roku.